# Eisaku Satō
Eisaku Satō (佐藤 榮作 Satō Eisaku?,  Tabuse, Yamaguchi, 27 de marzo de 1901  – Tokio, 3 de junio de 1975) fue un político japonés que ocupó diversos cargos en los gobiernos japoneses de la década de 1950 y 1960. Fue el encargado de supervisar la organización de los Juegos Olímpicos de Tokio 1964, que supusieron un gran éxito publicitario para el nuevo Japón de la posguerra. Ese mismo año se convirtió en el primer ministro de Japón, ejerciendo el cargo hasta 1972 y siendo el 61º, 62º y 63.er primer ministro a lo largo de varios gobiernos hasta su renuncia final. Bajo su mandato tuvo lugar el llamado Milagro japonés, un desarrollo económico en el país sin precedentes y que dejó cifras de un crecimiento anual de más de un 10% del PIB japonés, el más alto del mundo por aquel entonces. Su política exterior fue muy intensa, destacando por la política de alianza y colaboración con los EE. UU. y la aproximación a la China comunista, a pesar de que no se llegó al expreso reconocimiento de China.
Por sus esfuerzos para conseguir la entrada de Japón en el Tratado de no proliferación nuclear, en 1974 fue galardonado con el Premio Nobel de la Paz, junto con Seán MacBride. A pesar del galardón, en 2010 el gobierno japonés desclasificó documentos secretos que dejaron al descubierto los acuerdos secretos firmados entre EE. UU. y el gobierno japonés, en los que Sato pedía a los norteamericanos que lanzaran un ataque nuclear preventivo contra la China comunista en caso de guerra. Estas informaciones pusieron en entredicho la veracidad de sus políticas pacifistas.

## Biografía

### Primeros años
Nació el 27 de marzo de 1901 en Tabuse, en la Prefectura de Yamaguchi. Estudió Derecho en la Universidad Imperial de Tokio (actual Universidad de Tokio).
En 1924, ya graduado en la Universidad, se convirtió en un funcionario del Ministerio de Ferrocarriles. En 1941 era jefe de los organismos de inspección en el Ministerio de Ferrocarriles y dos años después en Jefe del Departamento de Automoción del Ministerio de Transportes y Comunicaciones. Terminada la Segunda Guerra Mundial, en 1946 pasó a ser el jefe del Departamento de Ferrocarriles del Ministerio de Transportes, y entre 1947 y 1948 ejerció como Viceministro de Transportes.

### Carrera política
Entró en el Parlamento Japonés en 1949 como miembro del Partido Liberal, y gradualmente fue escalando posiciones dentro de su partido así como en el gobierno japonés. Así inició su carrera política siendo ministro de Servicios postales y Telecomunicaciones entre 1951 y 1952, y Ministro de Construcción en 1952. En 1953 se convirtió en secretario general del Partido Democrático, en el que entró como un seguidor de la llamada "escuela Yoshida", un sector del partido compuesto por los burócratas de carrera.

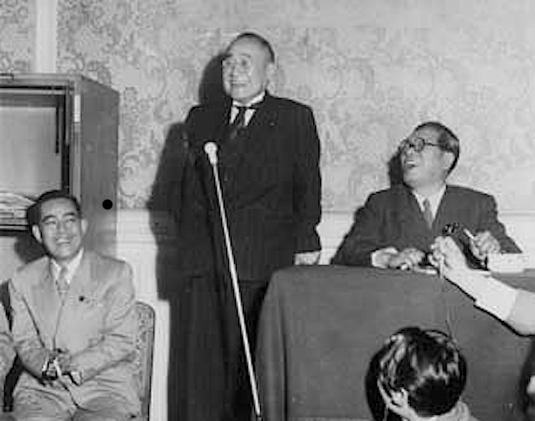
Satō (primero por la izquierda) en 1953, acompañado por Shigeru Yoshida y Saeki Ozawa.

En 1955 no tomó parte en la fundación del Partido Liberal Democrático (PLD), pero más tarde se incorporaría al nuevo partido tras la dimisión de Hatoyama. En el PLD fundó la facción Sato (el Shūzankai) una de las principales corrientes del partido y que se convertiría en la precursora de la poderosa facción Tanaka. Los posteriores movimientos y coaliciones de su partido provocaron que Sato se convirtiera en ministro de los gobiernos de Nobusuke Kishi) y Hayato Ikeda. En 1958, su hermano Nobusuke Kishi fue nombrado primer ministro y Satō entró como Ministro de Finanzas, el más importante de todos los ministerios. De julio de 1961 a 1962, Satō fue Ministro de Industria y Comercio Internacional (el conocido como MICE) y entre 1963 y 1964 ocupó el cargo de ministro de Ciencia y Tecnología y la oficina de Desarrollo de Hokkaido. Por estas fechas también fue presidente de la Comisión de Energía Atómica de Japón.
Entre 1963 y 1964 fue nombrado ministro a cargo de la organización de la XVIII Edición de los Juegos Olímpicos de verano, que resultaron un gran éxito publicitario para el nuevo Japón de la posguerra. Lo cierto es que constituyeron un gran momento de júbilo y orgullo para el Pueblo japonés.

### Primer ministro
En noviembre de 1964 Sato sucedió a Ikeda al frente del gobierno, debido al repentino cáncer que le apareció. Con su historial político, era una de las figuras más competentes con que contaba el Partido Liberal Democrático por su gran experiencia ministerial, especialmente en el Ministerio de Industria y Comercio Exterior. Esto le hacía un candidato muy aceptable a los círculos empresariales.

#### Política interior
Fue elegido primer ministro el 9 de noviembre de 1964, saliendo reelegido en las elecciones del 29 de enero de 1967 y nuevamente en las elecciones de 27 de diciembre de 1969, estando en el cargo hasta el 7 de julio de 1972. Fueron estos años 60 de gran agitación social y una enorme actividad por parte de los sindicatos obreros y de los potentes grupos de estudiantes.
La oposición, aunque fuertemente dividida e incapaz de abrir brecha en la estructura de poder del PLD, sí aumentó progresivamente su presencia en la Dieta. Los comunistas y socialistas, los únicos realmente capaces de contestar a los Liberales-demócratas, continuaron con disputas internas, con lo que le dejaron las manos libres a Sato para poder actuar libremente. Como resultado, un fuerte apoyo electoral se manifestó: 277 escaños en las Elecciones generales de 1967 y 288 en las de Elecciones de 1969, lo que significó una cómoda mayoría para poder gobernar y llevar a cabo sus políticas económicas. Pero este apoyo no reflejaba la conformidad de los japoneses con su sistema político (el conocido como sistema de 1955) que mantenía el monopolio del poder político en manos del PLD y a finales de la década de los 60 se generalizaron los disturbios, en especial las revueltas estudiantiles. Estas agitaciones mostraban la insatisfacción con la naturaleza del capitalismo japonés, pero también con la situación que vivían las universidades. La situación continuó empeorando hasta llegar a violentas manifestaciones callejeras, además de huelgas o sentadas de miles de personas. En 1969, el incremento de las protestas universitarias llevó a Satō a ordenar el cierre de la prestigiosa Universidad de Tokio.
Pero estas de tipo estudiantil no fueron las únicas protestas, pues en el periodo de 1966-1967 hubo también masivas protestas por la contaminación industrial; Éstas llegaron a un nivel que obligaron a introducir leyes anti-contaminación, a pesar de la frontal oposición de las compañías industriales. Toda esta turbulencia social tuvo sus consecuencias: de un 57% que el PLD había logrado en las elecciones de 1960, en las de 1969 había bajado a un 49% (aunque su representación en el parlamento japonés aumentó gracias a las particularidades del sistema elecotral nipón). Otra consecuencia de su larga estancia en el poder fue el hecho de que a partir de entonces el PLD limitase el número de veces que el líder del partido podría presentarse para ser reelegido.

#### Política exterior

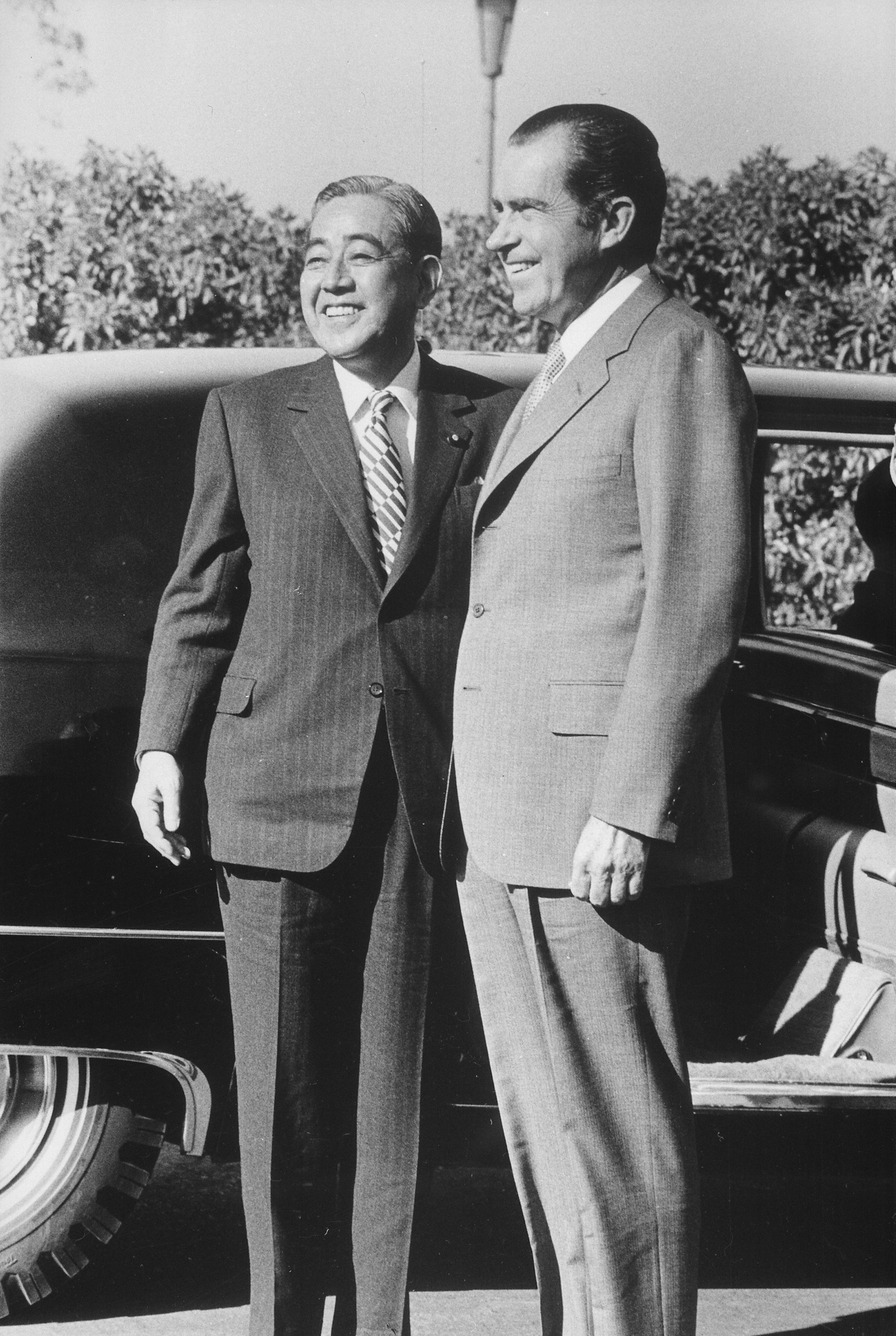
Satō junto a Richard Nixon reunidos en San Clemente (California), el 1 de mayo de 1972.

En materia exterior, se mantuvo la buena amistad y colaboración con los Estados Unidos, aunque esta levantase numerosas protestas: eran los tiempos de la Guerra Fría, especialmente de la guerra de Vietnam y la buena disposición que ofrecían las autoridades japonesas no era la misma que la población japonesa, entre la que existía un marcado antiamericanismo, además de que todavía mantenían bajo ocupación algunos territorios japoneses. Así, mientras que en 1967 Satō ya había enunciado los llamados 3 principios no nucleares de Japón (no fabricaría armas atómicas, no las poseería, ni tampoco permitiría que nadie las llevase a Japón), en 1968 los estadounidenses acordaron la devolución de las islas Bonin. No obstante, siguieron mantuvieron sus bases militares de Okinawa, aunque prometieron su devolución en una fecha próxima. También se estrechó la colaboración en materia de defensa, reforzando el equipamiento del Fuerzas de Autodefensa de Japón frente a las fuerzas bloque comunista. Ya en esta época también empezaron a surgir las primeras fricciones entre ambas potencias, como podían ser los asuntos comerciales: las crecientes exportaciones japonesas competían directamente con las estadounidenses y estaban siendo motivo de numerosas quejas en los propios EE. UU.
Pero a finales de los años 60, los japoneses eran conscientes de que el futuro de sus relaciones exteriores pasaba por la amistad y cooperación con sus vecinos del área del Pacífico. En 1965 se normalizaron las relaciones con Corea del Sur, aunque ello significara protestas por parte de algunos sectores en Japón. La actividad diplomática alcanzó a otros países como India, Indonesia o Malasia. La Unión Soviética, sin embargo, seguía siendo un problema ya que el principal interés japonés (la reclamación por la soberanía nipona de las islas del norte) continuaba chocando con la negativa de Moscú, aunque se lograron alcanzar acuerdos en materia de comercio, rutas aéreas y la apertura de representaciones consulares.
Y al final de todo este entramado se encontraba la República Popular de China, el principal objetivo en Asia de la diplomacia nipona y hacia la cual se empezaron a realizar algunos acercamientos. Pero la hostilidad estadounidense y taiwanesa hacia la China comunista (y por ende, el reconocimiento nipón de Taiwán) frenaban cualquier tentativa, y el gobierno japonés no avanzó más. En la década de los 60 los excesos de los Guardias rojos chinos no hacían más que estorbar todo intento de acercamiento a China. Pero hacia 1970, después de la Revolución Cultural, los chinos comunistas buscaban mejorar su imagen exterior y con la llegada de la nueva época se empezaron a oír numerosas voces en Japón que pedían que el gobierno siguiera los pasos de Canadá (que, como importante miembro del Bloque occidental, ya había reconocido a la República Popular China). A esto siguió el anuncio de que Nixon visitaría China con la intención de restaurar las relaciones diplomáticas. En otoño de aquel año partieron a la China continental dos misiones diplomáticas y aunque el compromiso personal de Satō con Taiwán parecía contener esta tentativa, el camino para el reconocimiento definitivo ya había sido marcado.
En definitiva, la política exterior de Satō supuso un relanzamiento de Japón para un gran número de países del mundo pero, tanto sus orientaciones proestadounidenses como su progresivo acercamiento a China le valieron numerosas críticas internas.

#### Política económica
Durante su gobierno tuvo lugar un espectacular desarrollo económico, el llamado Milagro japonés, que consistió en un crecimiento de la economía nipona sin precedentes, alcanzando índices de crecimiento del 10% del PIB nipón. Era la época en que los productos japoneses (especialmente textiles, electrónica, mecánica y automóviles) invadían todos los mercados mundiales, haciendo una peligrosa competencia al hasta entonces omnipresente EE. UU.. No obstante, Sato solo fue un continuador de la política ya emprendida antes por Hayato Ikeda. Este ya había fijado en 1961 que la principal meta era duplicar la renta nacional en 10 años. Y parte del plan se basaba en la expansión de las exportaciones (un 10% cada año), convirtiéndose Japón en uno de los mayores fabricantes de barcos, automóviles, motocicletas, cámaras fotográficas, televisores y fibra óptica. Así pues, en 1960 (y en adelante, hasta bien entrada la década de los 70 la economía logró un crecimiento real del 13,2% del PIB, una cifra récord. El nacimiento del Banco Asiático de Desarrollo en 1966 supuso para Japón la oportunidad de demostrar en el exterior su poderío económico y era la primera vez desde la Guerra mundial en que un país se podía equiparar a Estados Unidos en igualdad de condiciones.
Gracias al apoyo del gobierno nipón (especialmente del MICE), la mayoría de los grandes conglomerados industriales de la época (Mitsubishi, Mitsui o Fuji) gozaban de una cierta protección contra la competencia extranjera en el mercado interno, pero también les favorecía de cara al exterior. Pero cualquier crecimiento industrial nipón se veía lastrado por una circunstancia insalvable, como era el hecho del carácter insular de Japón. Y al aumento de las cifras de crecimiento le siguió el aumento de la dependencia nipona a materias primas básicas como el acero o el petróleo, lo que tendría consecuencias en el futuro.

### Últimos años

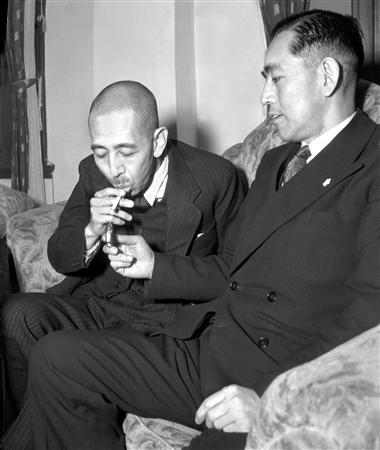
Sato y Nobusuke Kishi, ambos hermanos biológicos aunque con apellidos distintos. La fotografía es de 1948, posterior a la puesta en libertad de Kishi, que hasta entonces había estado en la Prisión de Sugamo como Criminal de guerra.

Después de tres mandatos consecutivos, Satō decidió no presentarse a un cuarto, pero en esa situación tampoco apoyó a su delfín político, Takeo Fukuda, para sucederle en el poder; Este, además, perdió la lucha interna en el partido frente al más popular Kakuei Tanaka, que sería quien finalmente sustituyese a Satō en el poder. Ya retirado de la política activa, en 1974 fue galardonado con el Premio Nobel de la Paz, que compartió con el irlandés Seán MacBride, por su firme defensa de la entrada de Japón en el Tratado de no proliferación nuclear. La concesión la disfrutó poco tiempo ya que Satō murió en su casa en Tokio el 3 de junio de 1975.

## Semblanza y vida personal
Era hermano biológico del que luego sería primer ministro, Nobusuke Kishi, aunque este abandonó su familia a temprana edad y fue a su vez adoptado por la familia Kishi, tomando dicho apellido. En 1926 se casó con Hiroko Satō, la hija del diplomático Yōsuke Matsuoka, y con ella tuvo dos hijos: Ryūtarō and Shinji. No obstante, en una entrevista de 1969 en la revista Shūkan Asahi Geinō con el novelista Shūsaku Endō, su mujer le acusó de violencia doméstica y de ser un libertino.
Sus principales aficiones eran el golf, la pesca y la tradicional Ceremonia del té.

### Polémica
En 2010 el gobierno de Yukio Hatoyama, como parte de su programa electoral, emprendió una desclasificación de documentos secretos mantenidos en situación reservada por el gobierno japonés. En algunos de estos documentos había cierta información comprometida por la que quedó al descubierto que en 1965 Satō había negociado con los Estados Unidos la posibilidad de que éstos lanzasen un bombardeo nuclear preventivo contra la China comunista. La República Popular China había construido su primera bomba atómica en 1964, lo que provocó grandes recelos tanto en Japón como en EE. UU. La imagen pacifista de Satō (especialmente por su galardón nobel de la paz) y defendida con ahínco por la historiografía tradicional quedó hecha añicos con estas revelaciones.